# Palmeirante
Palmeirante es un municipio brasileño del estado del Tocantins. Se localiza a una latitud 7°51′36″ S y a una longitud 47°55′33″ O, estando a una altitud de 140 metros. Su población estimada en 2004 era de 3 643 habitantes.
Posee un área de 2472,35 km².